# Dorothy Cadman-Cadman
Dorothy Cadman-Cadman, född 5 februari 1889, död 23 december 1971, var en brittisk bågskytt. Hon deltog vid olympiska sommarspelen 1908.